# Mabel Beardsley

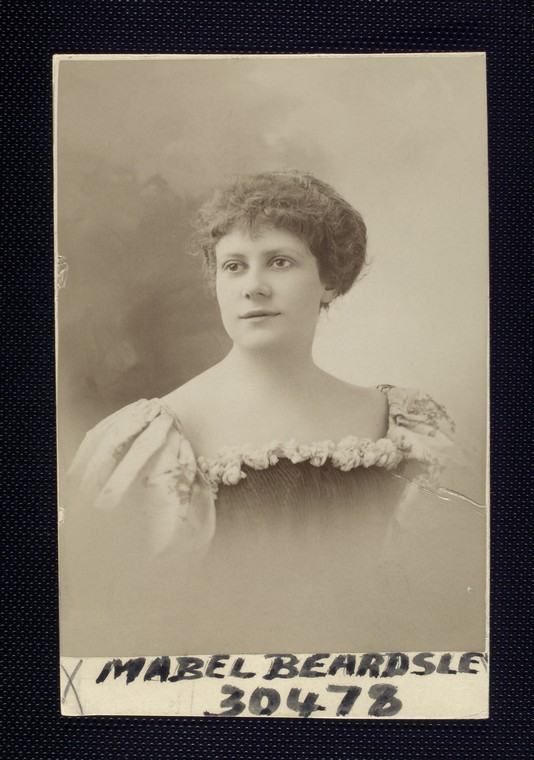

Mabel Beardsley, seit 1903 Mabel Beardsley-Wright, (geboren am 24. August 1871 in Brighton; gestorben am 8. Mai 1916 in London) war eine englische Journalistin, Lehrerin und Schauspielerin.

## Leben
Beardsley war eine Tochter von Vincent Paul Beardsley (1839–1909) und dessen Frau Ellen Agnus (geborene Pitt, 1846–1932). Ihr Vater musste kurz nach der Hochzeit einen Teil seiner Immobilien in London verkaufen, um der Witwe eines Geistlichen eine Abfindung zu bezahlen, die ihn wegen eines gebrochenen Heiratsversprechens verklagt hatte. Daher verloren ihren Eltern die finanzielle Unabhängigkeit und lebten zunächst im Haus der Großeltern Susan und William Pitt. Fast auf den Tag genau ein Jahr nach ihr wurde ihr Bruder Aubrey Beardsley geboren. Im Jahr 1874 zog die Familie nach London in eine Wohnung in Notting Hill, wo sie gemeinsam mit ihrem Bruder aufwuchs.
Ihre Mutter war Pianistin und erteilte privaten Klavier- und Französischunterricht, um zum Lebensunterhalt beizutragen. Da ihr Bruder Aubreys sehr kränklich war, gab sie 1882 diese Tätigkeit auf und zog mit den Kindern für zwei Jahre nach Epsom. Als ihr Vater 1884 seine Arbeit verlor und ihre Mutter zudem erkrankt war, kam sie mit ihrem Bruder zurück nach Brighton zu ihrer Großtante Sarah Pitt († 1891). Während sie 1885 nach London zu ihrer Mutter zurückkehrte, blieb der Bruder bei der Tante.
In den Schulferien begann sie mit dem Bruder kleinere Theaterstücke, Puppenspiele und Sketche aufzuführen. Obwohl ihr ein Stipendium am Newnham College in Cambridge angeboten wurde, lehnte sie dieses ab und nahm im September 1890 eine Anstellung als Lehrerin an der „Polytechnic School for Girls“ am Langham Place an, die sie 1894 wieder aufgab, um Schauspielerin zu werden. Durch Herbert Beerbohm Tree bekam sie ihre erste Rolle als Statistin in Once Upon a Time, einer Adaption eines deutschen Bühnenstücks, das von März bis April 1894 mehrmals aufgeführt wurde. Anschließend nahm sie mit einem Ensemble an einer Produktion von Oscar Wildes A Woman of No Importance teil, die von Harry Morrell geleitet wurde. Die Premiere war am 3. September 1894. Die Theaterzeitung The Era kommentierte zu einer Vorstellung in : “Miss Mabel Beardsley makes an attractive Lady Stutfield” (deutsch: „Miss Mabel Beardsley gab eine attraktive Lady Stutfield.“)
Beardsley heiratete 1903 den Schauspieler George Bealby Wright (1877–1931), den Sohn von William Wright und dessen Frau Mary Jane (geborene Saunders). Sie arbeitete bis 1905 weiterhin als Schauspielerin. Während ihrer kurzen Karriere am Theater war sie überwiegend in kleinen Tourneeproduktionen oder in London als Zweitbesetzung engagiert, da sie zwar sehr hübsch anzusehen, aber keine wirklich talentierte Schauspielerin war.
Sie verfasste als literarische Journalistin auch Artikel, beispielsweise über Mode, für die Zeitschriften wie The Idler und The Saturday Review und einen Artikel über ihren Bruder für das Algemeine Lexikon der bildenden Künstler von der Antike bis zur Gegenwart. Aus gesundheitlichen Gründen musste ihre Karriere beenden und war für längere Zeit im Krankenhaus. Sie starb im Jahr 1916 an Krebs, was den mit der Familie befreundeten William Butler Yeats zu einem Gedicht inspirierte, das er 1919 unter dem Titel englisch Upon a Dying Lady ‚Über eine sterbende Dame‘ veröffentlichte. Insgesamt schrieb er, nachdem er sie am 2. Februar 1913 im Krankenhaus besucht hatte, mehrere Gedichte.
Der Maler Jacques-Émile Blanche fertigte im Jahr 1895 ein Porträt (Ölgemälde) von ihr an. Oswald Birley (1880–1952) porträtierte sie 1910 als elisabethanischen Pagen mit einem Falken und Walford Graham Robertson (1866–1948) schuf 1911 Zeichnungen von ihr.
Über das enge und sehr innige Verhältnis zu ihrem Bruder gab es Spekulationen. Bei einer Ausstellung von Zeichnungen ihres Bruders im Jahr 1966 im Victoria and Albert Museum wurde ein Porträt eines unbekannten jungen Mannes gezeigt, der angeblich behauptet hatte, Mabel Beardsleys unehelicher Sohn zu sein. Malcolm Easton untersuchte dies und veröffentlichte seine Erkenntnisse darüber.

## Rollen (Auswahl)
- 1896: Mrs. Maydew in The Queen’s Proctor Royalty Theatre, 1897 auch im Bijou-Theater in New York[8]

## Schriften (Auswahl)
- Beardsley, Aubrey Vincent, engl. Zeichner. In: Ulrich Thieme, Felix Becker (Hrsg.): Allgemeines Lexikon der Bildenden Künstler von der Antike bis zur Gegenwart. Begründet von Ulrich Thieme und Felix Becker. Band 3: Bassano–Bickham. Wilhelm Engelmann, Leipzig 1909, S. 111–113 (Textarchiv – Internet Archive).